# Lancer du marteau masculin aux championnats du monde d'athlétisme 2022
Pour des articles plus généraux, voir Championnats du monde d'athlétisme 2022 et Lancer du marteau aux championnats du monde d'athlétisme.
Navigation
Doha 2019 Budapest 2023
L'épreuve du lancer du marteau masculin des championnats du monde de 2022 se déroule les 15 et 16 juillet 2022 au sein du stade Hayward Field à Eugene, aux États-Unis.

## Mimimas de qualification
Le minima de qualification est fixé à 77,50 m, la période de qualification est comprise entre le 27 juin 2021 et le 26 juin 2022.

## Résultats

### Finale
| Rang               | Athlète                | Pays        | Essais | Essais | Essais | Essais | Essais | Essais | Marque | Notes |
| Rang               | Athlète                | Pays        | 1      | 2      | 3      | 4      | 5      | 6      | Marque | Notes |
| ------------------ | ---------------------- | ----------- | ------ | ------ | ------ | ------ | ------ | ------ | ------ | ----- |
| Médaille d'or      | Paweł Fajdek           | Pologne     | 74.71  | 80.58  | 81.98  | 79.13  | x      | x      | 81.98  | WL    |
| Médaille d'argent  | Wojciech Nowicki       | Pologne     | 77.40  | 80.07  | 81.03  | x      | 79.45  | 79.53  | 81.03  |       |
| Médaille de bronze | Eivind Henriksen       | Norvège     | 78.89  | 80.87  | x      | 75.55  | 77.74  | 78.19  | 80.87  | SB    |
| 4                  | Quentin Bigot          | France      | 79.52  | 78.86  | 80.24  | 79.94  | 79.85  | 79.38  | 80.24  |       |
| 5                  | Bence Halász           | Hongrie     | 79.12  | 79.46  | 80.15  | x      | 78.77  | 79.07  | 80.15  | PB    |
| 6                  | Rudy Winkler           | États-Unis  | 78.91  | 77.49  | x      | 78.51  | 78.99  | 78.89  | 78.99  |       |
| 7                  | Mykhaylo Kokhan        | Ukraine     | 78.07  | 78.83  | x      | 77.94  | 78.16  | 77.97  | 78.83  | SB    |
| 8                  | Daniel Haugh           | États-Unis  | 76.80  | 78.10  | x      | 76.52  | 77.71  | x      | 78.10  |       |
| 9                  | Chrístos Frantzeskákis | Grèce       | 77.04  | 74.34  | 76.85  |        |        |        | 77.04  |       |
| 10                 | Humberto Mansilla      | Chili       | 73.91  | 71.71  | 73.05  |        |        |        | 73.91  |       |
| 11                 | Nick Miller            | Royaume-Uni | x      | x      | 73.74  |        |        |        | 73.74  |       |
| 12                 | Alex Young             | États-Unis  | 73.60  | 73.53  | x      |        |        |        | 73.60  |       |

### Qualifications
Qualification: 77,50 m (Q) ou les 12 meilleurs lanceurs (q) atteignent la finale.
| Rang | Groupe | Nom                    | Pays        | Essais | Essais | Essais | Marque | Notes |
| Rang | Groupe | Nom                    | Pays        | 1      | 2      | 3      | Marque | Notes |
| ---- | ------ | ---------------------- | ----------- | ------ | ------ | ------ | ------ | ----- |
| 1    | B      | Paweł Fajdek           | Pologne     | 74.63  | 80.09  |        | 80.09  | Q     |
| 2    | A      | Daniel Haugh           | États-Unis  | 74.56  | 77.13  | 79.34  | 79.34  | Q     |
| 3    | A      | Wojciech Nowicki       | Pologne     | 79.22  |        |        | 79.22  | Q     |
| 4    | B      | Bence Halász           | Hongrie     | 79.13  |        |        | 79.13  | Q     |
| 5    | B      | Rudy Winkler           | États-Unis  | 76.97  | 78.61  |        | 78.61  | Q     |
| 6    | A      | Eivind Henriksen       | Norvège     | 78.12  |        |        | 78.12  | Q     |
| 7    | B      | Quentin Bigot          | France      | 75.62  | 77.95  |        | 77.95  | Q     |
| 8    | B      | Mykhaylo Kokhan        | Ukraine     | 76.62  | 74.95  | 77.58  | 77.58  | Q     |
| 9    | A      | Nick Miller            | Royaume-Uni | 77.13  | x      | x      | 77.13  | q, SB |
| 10   | A      | Chrístos Frantzeskákis | Grèce       | 76.03  | 74.47  | 75.79  | 76.03  | q     |
| 11   | B      | Humberto Mansilla      | Chili       | 72.85  | 74.39  | 75.33  | 75.33  | q     |
| 12   | B      | Alex Young             | États-Unis  | 74.67  | x      | 72.97  | 74.67  | q     |
| 13   | A      | Adam Keenan            | Canada      | 74.38  | 74.44  | 72.24  | 74.44  |       |
| 14   | B      | Javier Cienfuegos      | Espagne     | 73.16  | 72.43  | 74.25  | 74.25  |       |
| 15   | B      | Serghei Marghiev       | Moldavie    | 70.13  | 73.46  | 74.17  | 74.17  |       |
| 16   | A      | Diego del Real         | Mexique     | 73.96  | 74.12  | 73.23  | 74.12  |       |
| 17   | B      | Rowan Hamilton         | Canada      | 73.58  | 74.02  | 72.26  | 74.02  |       |
| 18   | A      | Yann Chaussinand       | France      | 72.62  | 73.95  | x      | 73.95  |       |
| 19   | A      | Marcin Wrotyński       | Pologne     | 73.00  | 73.55  | 73.26  | 73.55  |       |
| 20   | B      | Ragnar Carlsson        | Suède       | x      | 72.26  | 73.45  | 73.45  |       |
| 21   | B      | Thomas Mardal          | Norvège     | 70.31  | x      | 72.90  | 72.90  |       |
| 22   | A      | Tristan Schwandke      | Allemagne   | 71.94  | 72.87  | 71.02  | 72.87  |       |
| 23   | A      | Tuomas Seppänen        | Finlande    | 72.63  | 72.29  | 72.81  | 72.81  |       |
| 24   | A      | Hilmar Örn Jónsson     | Islande     | 72.36  | 72.72  | x      | 72.72  |       |
| 25   | B      | Mihaíl Anastasákis     | Grèce       | 70.35  | 70.03  | 72.40  | 72.40  |       |
| 26   | B      | Allan Wolski           | Brésil      | x      | 69.56  | 71.27  | 71.27  |       |
| 27   | B      | Aaron Kangas           | Finlande    | 69.69  | 69.64  | 68.35  | 69.69  |       |
| 28   | A      | Joaquín Gómez          | Argentine   | 69.03  | 68.41  | x      | 69.03  |       |
|      | A      | Denzel Comenentia      | Pays-Bas    | x      | x      | x      | NM     |       |
|      | A      | Gabriel Kehr           | Chili       |        |        |        |        | DNS   |

## Légende
Records et Performances
- AR : Record continental (area record)
- CR : Record des championnats (championship record)
- MR : Record du meeting (meet record)
- NR : Record national (national record)
- OR : Record olympique (olympic record)
- PR : Record paralympique (paralympic record)
- PB : Record personnel (personal best)
- SB : Meilleure performance personnelle de la saison (season's best)
- WL : Meilleure performance mondiale de l'année (world leader)
- WJR : Record du monde junior (world junior record)
- WR : Record du monde (world record)

Circonstances et Conditions
- DNF : N'a pas terminé (did not finish)
- DNS : N'a pas pris le départ (did not start)
- DQ : Disqualification (disqualification)
- NM : Aucun essai valable enregistré (No Mark)
- Q : Qualifié « directement » au prochain tour (ou à la prochaine compétition), lors d'une compétition majeure, grâce au classement ou à la réalisation des minima (automatic qualifier)
- q : Qualifié au prochain tour (ou à la prochaine compétition), lors d'une compétition majeure, grâce au repêchage ou à la réalisation de l'une des meilleures performances parmi celles des « non qualifiés directement » (grâce au meilleur temps ou à la meilleure distance par exemple) (secondary qualifier)